# Bärnau (Bawaria)
Bärnau – miasto w Niemczech, w kraju związkowym Bawaria, w rejencji Górny Palatynat, w regionie Oberpfalz-Nord, w powiecie Tirschenreuth. Leży w Lesie Czeskim, około 10 km na południowy wschód od Tirschenreuth, nad rzeką Waldnaab, przy granicy z Czechami.